# كورلسون بنيامين
كورلسون بنيامين (بالإنجليزية: Kurlson Benjamin)‏ (7 ديسمبر 1984 بدومينيكا - ) هو لاعب كرة قدم دومينيكي في مركز الهجوم. شارك مع منتخب دومينيكا لكرة القدم. أما مع النوادي، فقد لعب مع Alpha United FC ‏.

## وصلات خارجية
- كورلسون بنيامين على موقع الاتحاد الدولي (مؤرشف)  (الإنجليزية)
- كورلسون بنيامين على موقع قاعدة بيانات كرة القدم.إي يو (الإنجليزية)
- كورلسون بنيامين على موقع ناشيونال فوتبول تيمز (الإنجليزية)
- كورلسون بنيامين على موقع Soccerway.com (الإنجليزية)